# Paul Weller
John William Weller, detto Paul (Woking, 25 maggio 1958), è un cantante, chitarrista e compositore britannico, leader, in epoche diverse, dei Jam (1976-1982) e degli Style Council (1983-1989); ha intrapreso la carriera solista dopo lo scioglimento di questi ultimi nel 1989.
Nel Regno Unito è considerato un'istituzione nazionale in ragione del fatto che la maggior parte dei suoi testi prende spunto dalla cultura inglese ed è individuato principalmente come una star nazionale piuttosto che internazionale. Fu anche la principale figura del movimento mod revival, ruolo in virtù del quale è soprannominato "The Modfather".

## Biografia

### L'infanzia e la giovinezza
Nato a Sheerwater, nei pressi di Woking, cominciò presto ad appassionarsi alla musica, ascoltando principalmente i Beatles, i Who e gli Small Faces e un po' tutti i gruppi appartenenti al movimento mod. Ben presto iniziò a suonare la chitarra e nel 1972 formò con Bruce Foxton il primo nucleo dei The Jam, a cui in seguito si aggiunse il batterista Rick Buckler, proponendo un repertorio che spaziava da cover dei Beatles e di classiche canzoni rock britanniche, ad altre brani composti dallo stesso Weller.

### Jam
Il trio esordì in pieno furore punk nel maggio del 1977 con l'album In the City e affiancarono i Clash nel White Riot Tour. Ben presto il gruppo riuscì ad affermarsi in territorio nazionale, raggiungendo più volte la vetta delle classifiche inglesi sia per la vendita degli album che per i singoli, essendo addirittura gli unici, oltre ai Beatles, ad essersi esibiti con due singoli in una sola volta a Top of the Pops.
Weller, dopo aver pubblicato l'album The Gift e aver lanciato il singolo Beat Surrender, nel 1982, sciolse i Jam per dar vita agli Style Council insieme al tastierista Mick Talbot, proveniente dai Merton Parkas e che in precedenza aveva già suonato per i Jam.

### Style Council
Dopo aver pubblicato l'EP Introducing The Style Council, esce nel 1984 il primo album Café Bleu, con un altro conseguente ed aspettato successo, trainato dai singoli You're the Best Thing e My Every Changing Mood, che li lancerà oltreoceano.
Partecipano nello stesso anno alla Band Aid, esibendosi poi allo Stadio di Wembley per il Live Aid l'anno seguente.
Con Café Bleu e i quattro successivi album, si può dire che gli Style Council abbiano inventato l'Acid jazz, sperimentando avanguardisticamente anche nel campo dell'house.
Nel 1989 Weller scioglie gli Style Council per intraprendere la carriera da solista.

### Carriera solista
Dopo lo scioglimento degli Style Council inizia la sua carriera solista in un primo momento con il Paul Weller Movement sin dal 1991. L'album Stanley Road del 1995 vende milioni di copie. L'album Illumination ottiene numerosi consensi sia di critica che di pubblico. Dall'album 22 Dreams in poi Paul si muove in una direzione maggiormente sperimentale, con sonorità folk, pop, elettroniche e soul.

### Vita privata
È stato sposato con Dee C. Lee, cantante degli Style Council, dal 1987 al 1998. La coppia ha due figli: Leah e Nathaniel. Nel 2010 si è sposato con Hannah Andrews, una corista dell'album 22 Dreams, e hanno due figli: John Paul e Bowie.

### Curiosità
Considerando anche la sua produzione discografica con gli Style Council negli anni ottanta, ha piazzato i propri album al primo posto della classifica inglese per cinque decenni consecutivi.

## Discografia

### Da solista

#### Album in studio
- 1992 - Paul Weller
- 1993 - Wild Wood
- 1995 - Stanley Road
- 1997 - Heavy Soul
- 2000 - Heliocentric
- 2002 - Illumination
- 2004 - Studio 150
- 2005 - As Is Now
- 2008 - 22 Dreams
- 2010 - Wake Up the Nation
- 2012 - Sonik Kicks
- 2015 - Saturns Pattern
- 2017 - A Kind Revolution
- 2018 - True Meanings
- 2020 - On Sunset
- 2021 - Fat Pop (Volume 1)
- 2024 - 66
- 2025 - Find El Dorado

#### Live
- 1994 - Live Wood
- 2001 - Days of Speed
- 2006 - Catch-Flame!
- 2008 - Live at the Royal Albert Hall
- 2011 - Find the Torch, Burn the Plans
- 2019 - Other Aspects – Live at the Royal Festival Hall
- 2021 - An Orchestrated Songbook

#### Raccolte
- 1998 - Modern Classics - The Greatest Hits
- 2003 - Fly on the Wall: B Sides & Rarities
- 2006 - Hit Parede
- 2008 - Weller at the BBC
- 2014 - More Modern Classics

#### Singoli
da Paul Weller
- 1991 – Into Tomorrow (come Paul Weller Movement) - #36 UK
- 1992 – Uh Huh Oh Yeh - #18 UK
- 1992 – Above The Clouds - #47 UK

da Wild Wood
- 1993 – Sunflower - #16 UK
- 1993 – Wild Wood - #14 UK
- 1993 – The Weaver - #18 UK
- 1994 – Hung Up - #11 UK

da Stanley Road
- 1994 – Out Of The Sinking - #20 UK
- 1995 – The Changingman - #7 UK
- 1995 – You Do Something To Me - #9 UK
- 1995 – Broken Stones - #20 UK
- 1996 – Out Of The Sinking (ristampa) - #16 UK

da Heavy Soul
- 1996 – Peacock Suit - #5 UK
- 1997 – Brushed - #14 UK
- 1997 – Friday Street - #21 UK
- 1997 – Mermaids - #30 UK

da Modern Classics - The Greatest Hits
- 1998 – Brand New Start - #16 UK
- 1999 – Wild Wood (ristampa) (feat. Portishead)- #22 UK

da Heliocentric
- 2000 – He's The Keeper
- 2000 – Sweet Pea, My Sweet Pea - #44 UK

da Illumination
- 2002 – It's Written In The Stars - #7 UK
- 2002 – Leafy Mysteries - #23 UK

da Studio 150
- 2004 – The Bottle - #13 UK
- 2004 – Wishing On A Star - #11 UK
- 2004 – Thinking Of You - #18 UK
- 2005 – Early Morning Rain/Come Together - #40 UK

da As Is Now
- 2005 – From The Floorboards Up' - #6 UK
- 2005 – Come On/Let's Go - #15 UK
- 2005 – Here's The Good News - #21 UK

Singoli non inclusi in nessun album
- 2006 – Wild Blue Yonder

da 22 Dreams
- 2008 – Have You Made Up Your Mind/Echoes Around The Sun
- 2008 – All I Wanna Do(Is Be With You)/Push It Along
- 2008 – Sea Spray/22 Dreams

da Wake Up the Nation
- 2010 – No Tears Left To Cry/Wake Up The Nation
- 2010 – Find The Torch, Burn The Plans

da Sonik Kicks
- 2012 – That Dangerous Age/Portal To The Past
- 2012 – That Dangerous Age/Green
- 2012 – Starlite
- 2012 – Dragonfly
- 2012 – The Attic

## Videografia (solista)

### VHS
- 1991 – The Paul Weller Movement Live
- 1994 – Live Wood
- 1994 – Highlights & Hung Ups

### DVD
- 2000 – Live at the Royal Albert Hall
- 2002 – Two Classic Performance
- 2003 – Live at Braehead
- 2004 – Studio 150
- 2004 – Modern Classics On Film 90-01
- 2006 – As Is Now
- 2006 – Hit Parade
- 2008 – Weller at the BBC
- 2009 – Just a Dream - 22 Dreams Live
- 2010 – Find the Torch, Burn the Plans - Live at the Royal Albert Hall 2010